# FA Cup 1871-72
Football Association Challenge Cup 1871-72 var den første udgave af Football Association Challenge Cup, nu til dags bedre kendt som FA Cup. Femten af The FA's medlemsklubber var tilmeldt turneringen, der blev afviklet som en cupturnering. Tre af klubberne trak sig imidlertid inden den første kamp, så turneringen fik deltagelse af 12 klubber. De første kampe blev spillet den 11. november 1871, og finalen blev afviklet den 16. marts 1872 på Kennington Oval i London, hvor Wanderers FC vandt 1-0 over Royal Engineers AFC på et mål af Morton Betts, der spillede under pseudonymet A.H. Chequer.
Skotlands førende klub Queen's Park FC var tilmeldt turneringen og nåede semifinalerne uden at spille en kamp. Holdet spillede uafgjort med Wanderers FC i semifinalen men havde ikke råd til at rejse til London igen for at spille omkampen og var dermed nødt til at trække sig fra turneringen. På den tid fandtes en regel om, at hvis en kamp endte uafgjort, kunne turneringskomiteen lade begge hold gå videre til næste runde. Denne regel blev anvendt to gange i turneringen.

## Resultater

### Første runde
Første runde blev spillet den 11. november 1871 og havde deltagelse af 14 af de 15 tilmeldte hold, idet Hampstead Heathens var oversiddere i denne runde. Der blev imidlertid kun spillet fire kampe, da Reigate Priory FC og Harrow Chequers FC meldte afbud til kampene mod henholdsvis Royal Engineers AFC og Wanderers FC, som dermed begge gik videre uden kamp. Endelig kunne Queen's Park FC og Donington School ikke enes om en kampdato for deres opgør, og resultatet blev af begge hold gik videre til anden runde. Kampen mellem Hitchin FC og Crystal Palace FC endte uafgjort 0-0, og turneringkomiteen besluttede, at begge hold fik lov at gå videre til anden runde.
| Dato   | Kamp                                    | Res.  | Tilskuere | Spillested            |
| ------ | --------------------------------------- | ----- | --------- | --------------------- |
| 11.11. | Barnes FC – Civil Service FC            | 2–0   | 1.200     |                       |
| 11.11. | Hitchin FC – Crystal Palace FC          | 0–0   | 0.750     |                       |
| 11.11. | Maidenhead FC – Marlow FC               | 2–0   | 1.287     | Maidenhead            |
| –      | Queen's Park FC – Donington School      | [ 1 ] |           |                       |
| 11.11. | Upton Park FC – Clapham Rovers FC       | 0–3   | 1.500     | West Ham Park, London |
| –      | Royal Engineers AFC – Reigate Priory FC | w.o.  |           |                       |
| –      | Wanderers FC – Harrow Chequers FC       | w.o.  |           |                       |

### Anden runde
Anden runde blev afviklet i perioden 16. december 1871 – 10. januar 1872 og havde deltagelse af de 12 hold, der var gået videre fra første runde. Queen's Park FC og Donington School trak igen hinanden som modstandere, men denne gang trak Donington sig helt fra turneringen, så Queen's Park gik videre til tredje runde uden at have spillet en kamp. Kampen mellem Barnes FC og Hampstead Heathens endte uafgjort, men denne gang fik holdene ikke lov til begge at gå videre. I stedet blev holdene sat til at spille en ny kamp.
| Dato   | Kamp                               | Res. | Tilskuere | Spillested                                    |
| ------ | ---------------------------------- | ---- | --------- | --------------------------------------------- |
| 16.12. | Crystal Palace FC – Maidenhead FC  | 3–0  | 1.535     | Crystal Palace National Sports Centre, London |
| 16.12. | Wanderers FC – Clapham Rovers FC   | 1–0  | 2.000     |                                               |
| 23.12. | Barnes FC – Hampstead Heathens     | 1–1  | 1.200     | Barnes                                        |
| 10.1.  | Hitchin FC – Royal Engineers AFC   | 0–5  | 0.750     |                                               |
| –      | Queen's Park FC – Donington School | w.o. |           |                                               |
| Omkamp |                                    |      |           |                                               |
| 6.1.   | Hampstead Heathens – Barnes FC     | 1–0  | 0.600     |                                               |

### Kvartfinaler
Kvartfinalerne havde deltagelse af fem hold og blev afviklet i perioden 20. – 27. januar 1872. Queen's Park FC blev trukket som oversidder i kvartfinalerne, hvilket betød, at holdet gik videre til semifinalerne uden at have spillet en eneste kamp i turneringen. Kampen mellem Wanderers FC og Crystal Palace FC endte uafgjort, og begge hold fik lov til at gå videre til semifinalerne.
| Dato  | Kamp                                    | Res. | Tilskuere | Spillested |
| ----- | --------------------------------------- | ---- | --------- | ---------- |
| 20.1. | Royal Engineers AFC – Hamstead Heathens | 3–0  |           |            |
| 27.1. | Wanderers FC – Crystal Palace FC        | 0–0  |           |            |

### Semifinaler
Semifinalerne blev spillet i perioden 17. februar – 9. marts 1872, og alle kampene blev spillet på Kennington Oval i London. Begge semifinaler endte uafgjort 0-0 og skulle derfor spillers om. Men Queen's Park FC havde ikke råd til endnu en lang tur fra Glasgow til London, og holdet måtte derfor trække sig fra sin omkamp mod Wanderers FC, der dermed gik videre til finalen. Den anden finaleplads gik Royal Engineers AFC, som i sin omkamp besejrede Crystal Palace FC.
| Dato    | Kamp                                    | Res. | Tilskuere | Spillested              |
| ------- | --------------------------------------- | ---- | --------- | ----------------------- |
| 17.2.   | Crystal Palace FC – Royal Engineers AFC | 0–0  | 2.000     | Kennington Oval, London |
| 5.3.    | Queen's Park FC – Wanderers FC          | 0–0  | 2.000     | Kennington Oval, London |
| Omkampe |                                         |      |           |                         |
| 9.3.    | Royal Engineers AFC – Crystal Palace FC | 3–0  | 2.000     | Kennington Oval, London |
| –       | Wanderers FC – Queen's Park FC          | w.o. |           |                         |

### Finale
Finalen blev ledet af dommeren Alfred Stair fra Upton Park FC.
| Dato  | Kamp                               | Res. | Tilskuere | Spillested              |
| ----- | ---------------------------------- | ---- | --------- | ----------------------- |
| 16.3. | Wanderers FC – Royal Engineers AFC | 1–0  | 2.000     | Kennington Oval, London |